# Výpadek dodávky elektřiny
Výpadek dodávky elektřiny je přerušením přívodu elektrické energie do domácnosti, domu, části města nebo větší oblasti. Je možné jej rozdělit na místní, tj. krátkodobý, malého rozsahu a na oblastní, tj. déletrvající, velkého rozsahu, postihující větší územní celky (kraje, státy nebo i části kontinentu), tj. tzv. blackout. Příčinou výpadku je rozpojení elektrické sítě (výpadek vedení či transformátoru) v důsledku poruchy sítě nebo v důsledku působení síťových ochran nadproudových, přepěťových či frekvenčních. Dojde-li pouze k poklesu úrovně elektrického napětí v síti, označuje se jev jako brownout.

## Místní výpadky elektřiny
Místní výpadky elektřiny (v bytě, budově) mohou být způsobeny poruchou elektrického zařízení, která (například kvůli elektrickému zkratu) vede k vypnutí elektrického jističe, k přepálení tavné pojistky nebo vypnutí proudového chrániče.
Výpadky dodávky v rozsahu obce nebo městské části jsou způsobeny poruchou nadzemního vedení nebo kabelu vysokého či nízkého napětí elektrické distribuční soustavy, například v důsledku větru vyvracejícího sloupy elektrického vedení nebo pádu stromů na elektrické vedení, nebo v důsledku překopnutí elektrického kabelu. Někdy může být výpadek důsledkem plánové odstávky z důvodu údržby sítě.
Protože krátkodobým výpadkům nelze zabránit, jsou důležité na elektřině závislé instituce (například nemocnice nebo datová centra) obvykle chráněny zdroji nepřerušovaného napájení včetně záložních generátorů elektrické energie. V méně důležitých případech se používají jako záložní zdroje alespoň akumulátory, které umožní překlenout krátkodobý výpadek nebo alespoň poskytnout elektrickou energii pro řádné vypnutí nebo přechod systému do nouzového režimu. O tom, proč došlo k výpadku dodávek elektřiny v dané lokalitě nebo kdy je plánovaná odstávka, informují provozovatelé distribučních sítí. Nicméně, je nutné mít mobilní datové připojení, protože sítě wi-fi v době výpadku elektrické energie nefungují.
Místní výpadky v New Yorku převládají v létě. V USA většinou souvisejí s počasím.

## Oblastní výpadky elektřiny (Blackout)
Rozsáhlé výpadky elektřiny představují pro moderní společnost významný problém. Chod většiny institucí je do značné míry na dodávkách elektrické energie závislý. Rozsáhlé výpadky vznikají zejména v důsledku mimořádných událostí v přenosové soustavě či distribuční soustavě (např. stáří, extrémní počasí) a mohou postihnout i území několika států. K vyvolání rozsáhlého výpadku může stačit např. i výpadek jednoho procenta elektrické sítě, který může způsobit dominový efekt, tj. původně místní výpadek může vést ke kaskádě dalších výpadků v rozsáhlé oblasti distribuční nebo přenosové soustavy (výpadek jednoho přetíženého vedení způsobí přetížení dalších vedení). Při přenosu výkonu po vedení může dojít mj. k překročení meze napěťové stability na vedení a tím ke kolapsu napětí na konci vedení.
Příčinou výpadků může být také nerovnováha bilance mezi výrobou a spotřebou elektrické energie, tj. přebytek nebo nedostatek elektrické energie. Při přebytku elektrické energie roste globálně kmitočet a lokálně napětí, při nedostatku elektrické energie klesá globálně kmitočet a lokálně napětí. Na jedné straně může být automaticky omezována spotřeba elektřiny z důvodu přetížení soustavy, a na druhé straně jsou v důsledku jejího odlehčení automaticky odpojovány nezatížené elektrárny. Při prudké změně bilance mezi výrobou a spotřebou dochází k tzv. rozkývání rotorů synchronních generátorů a tím k překročení mezí dynamické stability alternátorů s následkem jejich vypadnutí ze synchronismu. To může vést až úplnému výpadku dodávek na větším území a jelikož jsou přenosové soustavy států propojeny, může se problém přenést i do sousedních států a blackout tak může postihnout území několika států zároveň.
Při blackoutu mohou vzniknout tzv. ostrovní provozy, tj. oblasti, které zásobuje konkrétní elektrárna, které se podařilo zregulovat na menší výkon a zůstat tak v provozu. U dostatečně velkých ostrovních provozů s dostatečným regulačním výkonem a vyrovnanou bilancí výroby a spotřeby, lze ostrovní provoz udržet až do doby opětovného připojení k elektrizační soustavě.
K důsledkům blackoutu patří prakticky okamžité zastavení průmyslu, kolejové dopravy a výpadky komunikačních sítí – internetu a mobilního signálu. Při výpadku proudu nelze natankovat na většině čerpacích stanicích, což může způsobit nedostatek pohonných hmot. Ohrožen je ale víceméně i provoz obchodní sítě, ordinací lékařů, úřadů apod.
V České republice zabezpečuje předcházení rozsáhlým výpadkům elektrické energie státní společnost ČEPS, která má ze zákona povinnost zajistit stabilitu přenosové soustavy plněním tzv. kritéria "n-1", tj. při výpadku libovolného prvku soustavy nedojde k přetížení žádného jiného. Spolupracuje také na cvičeních, jež blackouty simulují a během nichž se nacvičuje spolupráce záchranných složek a odstraňování následků rozsáhlých výpadků.

### Významné blackouty
| Událost                                    | Zasažená populace (v milionech) | Region                                                  | Trvání                | Zdroje               |
| ------------------------------------------ | ------------------------------- | ------------------------------------------------------- | --------------------- | -------------------- |
| Blackout v Indii (2012)                    | 670                             | Indie                                                   | 30.–31. července 2012 | [ 10 ] [ 11 ] [ 12 ] |
| Blackout v Indonésii (2005)                | 100                             | Indonésie                                               | 18. srpna 2005        | [ 13 ]               |
| Blackout v Brazílii (1999)                 | 97                              | jižní Brazílie                                          | 11. března 1999       | [ 14 ]               |
| Blackout v Jižní Americe (2009)            | 87                              | Brazílie, Paraguay                                      | 10.–11. května 2009   | [ 15 ]               |
| Blackout v Turecku (2015)                  | 76                              | Turecko                                                 | 31. března 2015       | [ 16 ]               |
| Blackout v Severní Americe (2003)          | 55                              | USA, Kanada                                             | 14.–15. srpna 2003    | [ 17 ]               |
| Blackout v Itálii (2003)                   | 55                              | Itálie, Švýcarsko, Rakousko, Slovinsko, Chorvatsko      | 28. září 2003         | [ 18 ]               |
| Blackout v Severní Americe (1965)          | 30                              | USA, Kanada                                             | 9. listopadu 1965     | [ 19 ]               |
| Blackout v Holandsku (2015)                | 3                               | Holandsko                                               | 27. března 2015       | [ 20 ]               |
| Blackout v Jižní Americe (2019)            | 48                              | Argentina, Uruguay                                      | 16. června 2019       | [ 21 ]               |
| Blackout na Pyrenejském poloostrově (2025) | 60                              | Španělsko, Portugalsko, jih Francie, Andorra            | 28. dubna 2025        | [ 22 ] [ 23 ]        |
| Blackout v jihovýchodní Francii (2025)     | 160 tis. domácností             | jihovýchod Francie, Departement Alpes-Maritimes, Cannes | 24. května 2025       | [ 24 ] [ 25 ] [ 26 ] |

## Blackstart
Opětovné obnovení výroby a dodávek elektřiny, po výpadku typu blackout, se nazývá blackstart (tzv. start ze tmy) a vyžaduje většinou celostátní koordinaci. Při obnově výroby je nutné zachovávat rovnováhu výroby a spotřeby a zároveň fázově synchronizovat elektrárny (resp. jejich generátory), což je časově a koordinačně náročná operace.
Jediným typem elektráren s dostatečným výkonem, které dokáží najet bez externích dodávek elektřiny, jsou elektrárny vodní. Ty jsou proto strategickými zdroji elektrické energie v přenosové soustavě v případě nouze, mj. z důvodu zajištění dodávky k pokrytí vlastní spotřeby ostatních typů elektráren, nutné pro jejich rozběh. V Česku se jedná například o přečerpávací vodní elektrárnu Dlouhé stráně (certifikace pro blackstart elektrárny Chvaletice přes 172 km dlouhé vedení), přečerpávací vodní elektrárnu Dalešice u jaderné elektrárny Dukovany nebo vodní elektrárnu Hněvkovice u jaderné elektrárny Temelín, dále např. Vodní elektrárna Orlík nebo Vodní elektrárna Lipno.

## Vliv energie z obnovitelných zdrojů
Potenciální riziko přetížení nebo rozkolísání přenosové soustavy představuje výroba elektřiny z OZE, která je obtížně predikovatelná. Mnoho evropských zemí sází na energii téměř výhradně z OZE. Přechod energetiky na OZE je i oficiální politikou Evropské unie.
Významně se OZE podílí na výrobě elektřiny v Dánsku (88 %, 2023) Rakousku, Německu, Švédsku, Norsku a dalších zemích. V roce 2024 vyrábělo Rakousko 87 % energie z OZE z toho přibližně 66 % ve svých 130 vodních elektrárnách, doplněných 11 % větrnými elektrárnami a z 9 % fotovoltaickou energií. Přenosové soustavy kontinentální Evropy jsou ale většinou navrženy na přenos stabilního výkonu a predikovatelnou spotřebu (den/noc, pracovní den/svátek, léto/zima atp.). S nástupem OZE přibývá situací, kdy jsou přenosové soustavy přetíženy náhlou enormní výrobou z OZE (větrnými parky na severu Německa, fotovoltaickými na jihu Evropy). Přetížení při nesprávném nebo pozdním zásahu energetického regulátora může vést k výpadkům typu blackout.
Podle společnosti rakouské energetické společnosti Wien Energie, ještě kolem roku 2015 musel rakouský regulátor krizově zasahovat asi 15 krát ročně, v roce 2020 to bylo už 240 krát. Každá taková situace, není-li zvládnuta, hrozí výpadkem dodávek energie na velkém území. Navíc je evropská přenosová síť z velké části propojena a výpadek se může dominovým efektem rozšířit do okolních zemí.
Od roku 2011 způsoboval české přenosové soustavě problém přenosu velkého množství energie ze severu na jih Německa, ke kterému se využívá mj. i česká přenosová soustava. Zejména v případech, kdy na severu Německa výrazně fouká vítr a elektrický výkon rozsáhlých on-shore a off-shore větrných parků je enormní. Od roku 2011 zaznamenávala společnost ČEPS každoročně několikrát vysoké přeshraniční toky elektrické energie z Německa, které měly potenciál přetížit českou přenosovou soustavu a způsobit blackout. Tyto stavy byly odvráceny vždy jen okamžitým a efektivním zásahem operátorů řídícího centra. Případů však každoročně přibývalo. Z tohoto důvodu byl v roce 2017 za investice 1,6 mld. Kč na hranici s Německem instalován PST transformátor, který dokáže náhlým vysokým přeshraničním tokům efektivně a automaticky zabránit.